# 尖翅褐弄蝶
尖翅褐弄蝶（学名：Pelopidas agna），又名南亞穀弄蝶、尖翅褐挵蝶、尖翅谷挵蝶、南亞谷弄蝶，为弄蝶科褐弄蝶屬下的一个种。

## 描述
本種略具雌雄差異。雄蝶頭部覆帶黃綠調褐毛，觸角背面褐色，腹面混白鱗，尖端裸露呈鉤狀。口器褐色；下唇鬚直立，前兩節具毛，末節為黃白混褐色棒狀。胸腹背面褐色，腹面灰白，足淡黃褐色。
前翅長16-22 mm，呈三角形，外緣略突；後翅扇形，臀區稍突出。翅背褐色，有透明斑，翅基覆黃褐毛。前翅M2、M3、CuA1室各具斑點，斜列，中室末端有兩小斑，偶有減退；翅頂R3～R5室各具小斑，R5略偏外。CuA2室中央有灰色斜線。後翅多無紋。
翅腹面多覆橄欖綠鱗，前翅斑紋類似背面，性標處為淡色鱗區。R2至CuA1室及中室末端有小點。緣毛淺褐色。
雌蝶外型與雄蝶近似，翅幅較寬，斑紋更明顯，前翅性標為CuA2室兩黃白斑，後翅中央偶見白色小點列。

## 分佈
世界分布於東洋區及澳洲區北部，日本八重山群島也有記錄。臺灣主要見於本島平地至中海拔地區，離島如龜山鄉、綠島、澎湖及馬祖亦有分布。

## 棲地
棲息於氣候溫暖、有禾草生長的環境，包括都市綠地與農地，一年可發生多代。成蝶飛行活潑，具訪花習性，幼蟲以多種禾本科植物為食，常見寄主包括稻、兩耳草、鴨姆草、印度鴨嘴草、舖地黍、大黍、稗、五節芒、芒及象草等。